# Chinanteco-Hirschmaus
Die in einem kleinen Gebiet im mexikanischen Bundesstaat Oaxaca endemische Chinanteco-Hirschmaus (Habromys chinanteco) ist ein Nagetier in der Familie der Wühler. Die taxonomische Abgrenzung zur Jico-Hirschmaus (Habromys simulatus) sollte in weiteren Studien bestätigt werden. Eine genetische Studie von 2007 sieht die Art eher in Verwandtschaft der Zempoaltepec-Hirschmaus (Habromys lepturus).

## Merkmale
Dieses mausartige Tier ist mit Schwanz 192 bis 212 mm lang, die Schwanzlänge liegt bei 103 bis 121 mm und das Gewicht bei 17 bis 22 g. Es sind etwa 24 mm lange Hinterfüße und 16 bis 18 mm lange Ohren vorhanden. Es besteht eine deutliche Grenze zwischen der graubraunen Oberseite und der hellgrauen bis weißen Unterseite. Typisch ist ein dunkler Ring um jedes Auge und kurzes weiches Fell. Der dunkle Schwanz ist gut mit graubraunen Haaren bedeckt und lange Haare an der Spitze bilden eine Quaste. Die Art unterscheidet sich von der Jico-Hirschmaus in abweichenden Details des Schädels und durch einen größeren ersten Molar in jeder Kieferhälfte. Die 16 Zähne verteilen sich nach der Zahnformel I 1/1, C 0/0, P 0/0, M 3/3.

## Verbreitung und Lebensweise
Dieses Nagetier ist nur aus einem Bergland i Norden des Bundesstaates Oaxaca in Mexiko bekannt. Die Funde stammen aus 2080 bis 2650 Meter Höhe. Die Chinanteco-Hirschmaus bewohnt Wolken- und Nebelwälder mit Eichen und Kiefern. Typisch sind Bäume, die Moose, Orchideen und Bromelien tragen.
Die nachtaktiven Exemplare bewegen sich auf dem Boden und klettern in Bäumen. Sie ernähren sich vermutlich von Pflanzensamen und grünen Pflanzenteilen. Paarungsbereite Tiere wurden im Februar und Juli registriert. Im gleichen Gebiet kommen die Ixtlan-Hirschmaus (Habromys ixtlani), die Mexikanische Hirschmaus, die Nelson-Großzahn-Hirschmaus, die Mexikanische Wühlmaus und Oryzomys alfaroi vor.

## Gefährdung
Die Art lebt in einem etwa 84 km² großen Gebiet, in dem Waldrodungen vorkommen. Vermutlich ist die Gesamtpopulation sehr klein. Die IUCN listet die Chinanteco-Hirschmaus als vom Aussterben gefährdet (critically endangered).